# Selye János
Selye János Hugó Brúnó, született: Hans Hugo Bruno Selye, (Bécs, 1907. január 26. – Montréal, 1982. október 15.) osztrák–magyar származású kanadai kémikus, orvosbiológus, endokrinológus. Az 1930-as években kidolgozta a stresszelméletét, így a „stressz atyjaként” is nevezik.
»Nem a stressz öl meg, hanem az, ahogyan reagálsz rá.«  – Selye János  

## Származása
Édesanyja osztrák, édesapja magyar nemzetiségű orvos, sebész volt.
Apai nagyapja valószínűleg Schlesinger Samu pruszkai járásorvos.

## Korai évei
1907-ben Hans Selye néven Bécsben született, majd gyermekkorát Komáromban töltötte.
Az I. világháború vége és 
Csehszlovákia 1918-as létrejötte után került a családja Prágába. A bencés rend komáromi gimnáziumában érettségizett 1925-ben.  Prága egyetemén tanult, de egy-egy évet Párizsban és Rómában is. A prágai Károly Egyetemen szerezte meg orvosi diplomáját 1929-ben, ugyanott vegyészetből is doktorált.

## Pályafutása
1929–től kb. 1931-ig a prágai egyetem kísérleti patológiai intézetében tanársegéd.
Kb. 1931-től a Rockefeller-ösztöndíjjal az USA-ba jutott, ahol a Baltimore-i Johns Hopkins Egyetem biokémiai részlegén oktatott és kutatott, majd 1932-től a kanadai McGill Egyetem szövettani székén, Montreálban.
1945–től a montréali francia egyetem (UdeM) orvostudományi és sebészeti intézetének (Institute of Experimental Medicine and Surgery) professzora és igazgatója, majd később emeritus professzora. 
Az amerikai hadsereg általános sebészeti tanácsadójaként is működött.
1976-tól  az által alapított Nemzetközi Stressz Intézet (International Institute of Stress) elnöke.
A stressz kutatójaként szerzett világhírnevet. 1936-ban jelent meg erről első publikációja a Nature folyóiratban.
Sokszor jelölték orvosi Nobel-díjra, – tizenhétszer, – de végül egyszer sem nyerte el.

## Magyarországi vonatkozások
Az Életünk és a stressz című könyve 1964-ben jelent meg magyar nyelven, ami hamar népszerűvé vált, sokan olvasták és idézték. 
Gyakran megfordult Magyarországon, előadásokat tartott, interjúkat adott, és különböző televíziós műsorokban is gyakran szerepelt.
1973-ban előadást tartott a Magyar Tudományos Akadémián.

## Emlékezete
Róla nevezték el a szlovákiai Komáromban a Selye János Egyetemet, az ország egyetlen magyar egyetemét és a Selye János Gimnáziumot. A városban szobrot is állítottak tiszteletére, egykori lakóházán, a Határőr utcában pedig emléktáblát.

## Művei
Az OSZK katalógusában:

### Magyarul
- Selye János–Bajusz Eörs: A stress-kutatás újabb eredményei és a stress-elmélet szerepe a modern kórtani munkában, 1–2., Athenaeum, Budapest, 1960
- Életünk és a stress, fordította: Both Miklós, Akadémiai, Budapest, 1964
- Álomtól a felfedezésig – Egy tudós vallomásai, fordította Józsa Péter, bevezető: Lissák Kálmán, Akadémiai, Budapest, 1967, (humoros részlet a Ponticulus Hungaricusban)
- In vivo – A szupramolekuláris biológia védelmében (hat kötetlen, illusztrált előadás), fordította: Mészáros Károly, bevezető: Lissák Kálmán és Szent-Györgyi Albert, Akadémiai, Budapest, 1970
- Bonckés alatt a kutatás – Egy tudós feljegyzései, válogatta és jegyzetekkel ellátta: Kovács Attila, fordította: Both Miklós, Józsa Péter és Mészáros Károly, Kriterion, Bukarest, 1975, (Korunk könyvek)
- Stressz distressz nélkül, előszó: Lissák Kálmán, fordította: Mészáros Károly, Akadémiai, Budapest, 1976, (Korunk tudománya)

### Angolul
- The physiology and pathology of exposure to stress – A treatise based on the concepts of the general-adaptation-syndrome and the diseases of adaptation, Acta, Montréal, 1950
- Hans Selye–Helen Stone: On the experimental morphology of the adrenal cortex, Thomas, Springfield (Colorado), 1950, (American lecture series American lectures in endocrinology)
- Hans Selye–Miklós Nádasdi: Symbolic shorthand system (SSS) for physiology and medicine, Acta, Montréal, 1956
- The Stress of Life, Longmans Green and Co, London, 1956
- The chemical prevention of cardiac necroses, Ronald Press, New York, 1958
- The pluricausal cardiopathies, Thomas, Springfield, 1961, (The Beaumont lecture)
- Calciphylaxis, University of Chicago Press, Chicago, 1962
- From dream to discovery – On being a scientist, McGraw-Hill, New York–Toronto–London, 1964
- The mast cells, Butterworths, Washington, 1965
- Thrombohemorrhagic phenomena, Thomas, Springfield, 1966, (Thomas books)
- Symbolic shorthand system, Rutgers University, New Brunswick (New Jersey), 1966, (Rutgers series on systems for the Intellectual Organization of Information)
- In vivo he case for supramolecular biology presented in six informal, illustrated lectures, előszó Szent-Györgyi Albert, Liveright, New York, 1967
- Anaphylactoid edema, Green, Saint Louis (Missouri), 1968
- Experimental cardiovascular diseases, 1–2., Springer, Berlin–Heidelberg–New York, 1970
- Hormones and resistance, 1–2., Springer, Berlin–Heidelberg–New York, 1971
- Stress without distress, Lippincott, Philadelphia (Pennsylvania)–New York, 1974
- Stress in health and disease – Bibliography, Butterworths, Boston (Massachusetts)–London, 1976
- The stress of my life. A scientist's memoirs, McClelland and Stewart, Toronto, 1977
- Selye's guide to stress research, 1–3., szerkesztőként, Van Nostrand Reinhold, New York, 1980–1983